# از عدن
«از عدن» تک‌آهنگی از هنرمند اهل ایرلند هوزیر (موسیقی‌دان) است که در سال ۲۰۱۴ میلادی منتشر شد. این تک‌آهنگ در آلبوم هوزیر (آلبوم) قرار داشت.
این تک‌آهنگ در چارت‌های ایرلند و فلاندرز جزو ده ترانه اول قرار گرفت.